# Rhinecanthus cinereus
Rhinecanthus cinereus és un peix teleosti de la família dels balístids i de l'ordre dels tetraodontiformes.

## Morfologia
Pot arribar als 16,5 cm de llargària total.

## Distribució geogràfica
Es troba a les costes de l'oest de l'oceà Índic (Maldives, Reunió i Maurici).